# Luật pháp
Pháp luật là một tập hợp các quy tắc được tạo ra và có thể thi hành bởi các cơ sở xã hội hoặc chính phủ để điều chỉnh hành vi, với định nghĩa chính xác của nó là vấn đề tranh cãi kéo dài. Điều này đã được mô tả theo nhiều cách khác nhau, như một khoa học và là nghệ thuật công lý. Các luật do nhà nước thi hành có thể được tạo ra bởi một nhóm nghị viện hoặc bởi một nhà lập pháp đơn lẻ, dẫn đến các đạo luật; bởi chính phủ thông qua các sắc lệnh và quy định; hoặc được thành lập bởi các quan tòa thông qua tiền lệ, thường ở các khu vực tuân theo luật thông thường. Cá nhân có thể tạo ra các hợp đồng có hiệu lực pháp lý, bao gồm các thỏa thuận trọng tài áp dụng các cách giải quyết tranh chấp thay thế so với kiện tụng tại tòa phúc thẩm chuẩn. Việc tạo ra các luật pháp có thể bị ảnh hưởng bởi một hiến pháp, viết hoặc ngầm, và các quyền được mã hóa trong đó. Luật pháp tạo hình chính trị, kinh tế, lịch sử và xã hội theo nhiều cách khác nhau và cũng đóng vai trò là người trung gian trong quan hệ giữa con người.
Các hệ thống pháp lý khác nhau giữa các khu vực pháp lý, với sự khác biệt của chúng được phân tích trong luật so sánh. Trong các khu vực tuân theo luật dân sự, một nghị viện hoặc cơ quan trung ương khác sắc lệnh hóa và củng cố luật pháp. Trong các hệ thống luật thông thường, các quan tòa có thể tạo ra pháp luật vụ án có liên kết pháp lý thông qua tiền lệ, mặc dù đôi khi điều này có thể bị một tòa án cao hơn hoặc nghị viện lật đổ. Trong lịch sử, luật pháp tôn giáo đã ảnh hưởng đến các vấn đề thế tục  và, vào thế kỷ 21, vẫn còn được sử dụng trong một số cộng đồng tôn giáo. Luật Sharia dựa trên các nguyên tắc Islam được sử dụng làm hệ thống pháp lý chính trong một số quốc gia, bao gồm Iran và Ả Rập Xê Út.
Phạm vi của luật pháp có thể được chia thành hai lĩnh vực. Luật công liên quan đến chính phủ và xã hội, bao gồm luật hiến pháp, luật hành chính và luật hình sự. Luật tư đề cập đến các tranh chấp pháp lý giữa các cá nhân và/hoặc tổ chức trong các lĩnh vực như hợp đồng, tài sản, luật tra tấn và luật thương mại. Sự phân biệt này mạnh mẽ hơn ở các quốc gia áp dụng luật dân sự, đặc biệt là những nước có hệ thống riêng của tòa án hành chính; ngược lại, sự phân biệt luật công - luật tư không rõ ràng như vậy trong các quốc gia áp dụng luật thông thường.
Luật pháp cung cấp một nguồn để nghiên cứu học thuật về lịch sử pháp lý, triết học, phân tích kinh tế và xã hội học. Luật pháp cũng đặt ra những vấn đề quan trọng và phức tạp liên quan đến bình đẳng, công bằng và công lý.

## Triết học về pháp luật
Jean-Jacques Rousseau, The Social Contract, II, 6.
Triết học về pháp luật thường được gọi là học thuyết pháp lý. Học thuyết pháp lý chuẩn mực hỏi "pháp luật nên là gì?", trong khi học thuyết pháp lý phân tích hỏi "pháp luật là gì?"

### Học thuyết pháp lý phân tích
Đã có nhiều nỗ lực để tạo ra "một định nghĩa pháp luật được chấp nhận một cách toàn diện". Năm 1972, Baron Hampstead đề xuất rằng không thể tạo ra một định nghĩa như vậy. McCoubrey và White cho rằng câu hỏi "pháp luật là gì?" không có câu trả lời đơn giản. Glanville Williams cho rằng ý nghĩa của từ "pháp luật" phụ thuộc vào ngữ cảnh mà từ đó được sử dụng. Ông cho rằng, ví dụ, "pháp luật tập quán sớm" và "pháp luật đô thị" là những ngữ cảnh mà từ "pháp luật" có hai ý nghĩa khác nhau và không thể hòa giải được. Thurman Arnold nói rằng rõ ràng là không thể định rõ từ "pháp luật" và cũng rõ ràng là việc cố gắng định rõ từ đó không bao giờ nên bị bỏ qua. Có thể có quan điểm rằng không cần phải định rõ từ "pháp luật" (ví dụ, "hãy quên đi những khái quát và xem xét các vụ án").
Một định nghĩa là pháp luật là một hệ thống các quy tắc và hướng dẫn được thực thi thông qua các tổ chức xã hội để điều chỉnh hành vi. Trong The Concept of Law, H. L. A. Hart đã lập lời cho rằng pháp luật là một "hệ thống các quy tắc"; John Austin cho rằng pháp luật là "mệnh lệnh của một chủ quyền, được đảm bảo bằng mối đe dọa về một hình phạt"; Ronald Dworkin mô tả pháp luật như một "khái niệm giải thích" để đạt được công lý trong tác phẩm của ông có tựa đề Law's Empire; và Joseph Raz cho rằng pháp luật là một "quyền lực" để điều đình lợi ích của mọi người. Oliver Wendell Holmes định nghĩa pháp luật là "những lời tiên đoán về những gì tòa án sẽ thực sự làm, và không hề kiêu hãnh hơn." Trong Treatise on Law, Thomas Aquinas cho rằng pháp luật là một sự sắp xếp hợp lý của mọi thứ, liên quan đến lợi ích chung, được ban hành bởi người được giao trọng trách quản lý cộng đồng. Định nghĩa này có cả yếu tố positivist và naturalist.

### Mối liên hệ với đạo đức và công lý

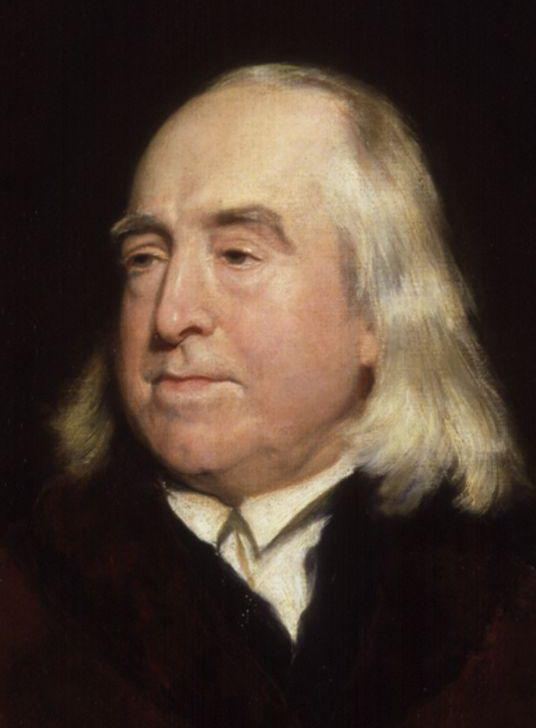
Các lý thuyết cửu ích của Bentham tiếp tục chiếm ưu thế trong pháp luật cho đến thế kỷ 20.

Các định nghĩa về pháp luật thường đặt ra câu hỏi về mức độ pháp luật kết hợp với đạo đức. John Austin cho rằng theo phương diện cửu ích, pháp luật là "các mệnh lệnh, được đảm bảo bằng mối đe dọa về các biện pháp xử phạt, từ một chủ quyền, mà mọi người có thói quen tuân thủ". Ngược lại, những người theo chủ nghĩa pháp luật tự nhiên, như Jean-Jacques Rousseau, cho rằng pháp luật phản ánh cơ bản các quy luật đạo đức và không thay đổi của tự nhiên. Khái niệm "pháp luật tự nhiên" xuất hiện trong triết học Hy Lạp cổ đại đồng thời và liên quan đến khái niệm công lý, và trở lại dòng chính của Văn hóa phương Tây thông qua các tác phẩm của Thomas Aquinas, đặc biệt là Treatise on Law của ông.
Hugo Grotius, người sáng lập ra hệ thống pháp luật tự nhiên hoàn toàn dựa trên lý trí, cho rằng pháp luật xuất phát từ cả một bản năng xã hội - như Aristotle đã chỉ ra - và lý trí. Immanuel Kant tin rằng một lệnh mệnh đạo đức yêu cầu các luật "được chọn như thể chúng nên giữ như là các luật lệ tự nhiên chung". Jeremy Bentham và học trò của mình Austin, theo sau David Hume, tin rằng điều này làm lẫn lộn vấn đề "is" và "ought to be". Bentham và Austin đã đấu tranh cho chủ nghĩa pháp quyền của pháp luật; rằng pháp luật thực sự hoàn toàn tách rời khỏi "đạo đức". Kant cũng bị Friedrich Nietzsche, người từ chối nguyên tắc bình đẳng, chỉ trích và tin rằng pháp luật phát sinh từ will to power, và không thể được gắn mác là "moral" hay "immoral".
Vào năm 1934, triết gia người Áo Hans Kelsen tiếp tục truyền thống chủ nghĩa thực tế trong cuốn sách Pure Theory of Law của ông. Kelsen tin rằng mặc dù pháp luật tách rời khỏi đạo đức, nó được trang bị "tính normative", có nghĩa là chúng ta nên tuân theo nó. Trong khi các luật là các phát biểu tích cực "is" (ví dụ: tiền phạt cho việc lùi xe trên đường cao tốc là €500); pháp luật cho chúng ta biết chúng ta "nên" làm gì. Do đó, mỗi hệ thống pháp luật có thể được giả thuyết có một quy tắc cơ bản (Grundnorm) hướng dẫn chúng ta phải tuân theo. Đối thủ lớn của Kelsen, Carl Schmitt, đã từ chối cả chủ nghĩa thực tế và ý tưởng về rule of law vì ông không chấp nhận sự ưu tiên của các nguyên tắc chuẩn hóa trừu tượng so với các vị trí và quyết định chính trị cụ thể. Do đó, Schmitt ủng hộ một học thuyết pháp lý về ngoại lệ (state of emergency), phủ nhận rằng các quy tắc pháp lý có thể bao quát tất cả trải nghiệm chính trị.
Sau đó trong thế kỷ 20, H. L. A. Hart đã công kích Austin vì sự đơn giản hóa của ông và Kelsen vì những giả tưởng của ông trong The Concept of Law. Hart lập luận rằng pháp luật là một hệ thống quy tắc, chia thành hai loại là chính (quy tắc hành vi) và phụ (quy tắc dành cho các quan chức để thực thi quy tắc chính). Các quy tắc phụ được chia thành quy tắc phân xử (để giải quyết tranh chấp pháp lý), quy tắc thay đổi (cho phép các luật được thay đổi) và quy tắc nhận biết (cho phép các luật được xác định là hợp lệ). Hai học trò của Hart tiếp tục cuộc tranh luận: Trong cuốn sách Law's Empire của mình, Ronald Dworkin đã tấn công Hart và các chủ nghĩa thực tế vì sự từ chối của họ trong việc coi pháp luật như một vấn đề đạo đức. Dworkin lập luận rằng pháp luật là một khái niệm "interpretive" yêu cầu các quan tòa tìm ra giải pháp phù hợp và công bằng nhất cho một tranh chấp pháp lý, dựa trên truyền thống hiến pháp của họ. Joseph Raz, ngược lại, bảo vệ quan điểm chủ nghĩa thực tế và chỉ trích phương pháp "soft social thesis" của Hart trong The Authority of Law. Raz lập luận rằng pháp luật là quyền hạn, có thể xác định hoàn toàn thông qua các nguồn xã hội mà không cần tham khảo tới suy luận đạo đức. Theo quan điểm của ông, bất kỳ phân loại quy tắc nào ngoài vai trò của họ như những công cụ có quyền hạn trong việc hòa giải đều tốt nhất nên để cho sociology, thay vì học thuyết pháp lý.

## Lịch sử

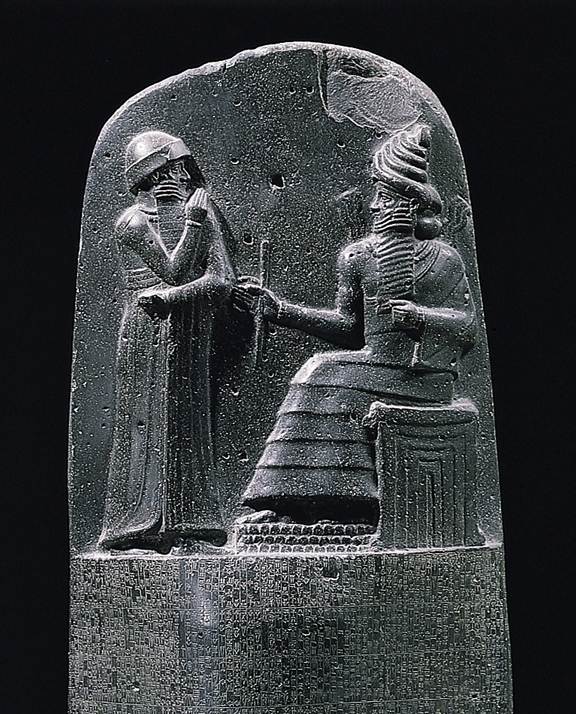
Vua Hammurabi nhận thức về đoạn luật bởi thần mặt trời Shamash của Mesopotamia, cũng được tôn sùng như thần công lý.

Lịch sử pháp luật chặt chẽ liên kết với sự phát triển của nền văn minh. Pháp luật Ai Cập cổ đại, có nguồn gốc từ khoảng 3000 TCN, dựa trên khái niệm Ma'at và được đặc trưng bởi truyền thống, hùng biện, bình đẳng xã hội và công bằng. Vào thế kỷ 22 TCN, vị vua Sumer cổ đại Ur-Nammu đã sáng tạo ra đoạn luật đầu tiên, bao gồm các tuyên bố học đạo ("nếu... thì..."). Xung quanh năm 1760 TCN, Vua Hammurabi tiếp tục phát triển Pháp luật Babylon, bằng cách lập thành đoạn và khắc trên đá. Hammurabi đặt nhiều bản sao của đoạn luật của mình trên khắp vương quốc Babylon dưới dạng các bia đá (stelae), để công chúng nhìn thấy; điều này đã trở thành Bộ luật Hammurabi. Bản sao hoàn chỉnh nhất của các bia đá này đã được phát hiện vào thế kỷ 19 bởi các nhà Assyriologists Anh, và từ đó đã được đọc chính tả và dịch sang nhiều ngôn ngữ khác nhau, bao gồm tiếng Anh, tiếng Ý, tiếng Đức và tiếng Pháp.
Kinh Thánh Cũ có nguồn gốc từ khoảng 1280 TCN và mang hình thức các mệnh lệnh đạo đức như lời khuyên cho một xã hội tốt đẹp. Thành bang Hy Lạp cổ đại, thành Athens từ khoảng thế kỷ 8 TCN là xã hội đầu tiên dựa trên sự bao gồm rộng rãi của công dân, loại trừ phụ nữ và người bị nô lệ. Tuy nhiên, Athens không có khoa học pháp lý hoặc một từ đơn để chỉ "pháp luật", thay vào đó dựa vào sự phân biệt ba chiều giữa pháp thiên ("thémis"), sắc lệnh nhân loại ("nomos") và phong tục ("díkē"). Tuy nhiên, Pháp luật Hy Lạp cổ đại có những đổi mới hiến pháp quan trọng trong quá trình phát triển của dân chủ Athens.
Pháp luật La Mã đã bị ảnh hưởng nặng nề bởi triết học Hy Lạp, nhưng các quy tắc chi tiết của nó đã được các chuyên gia pháp lý phát triển và rất phức tạp. Trong nhiều thế kỷ giữa sự nổi lên và suy tàn của Đế quốc La Mã, pháp luật đã được điều chỉnh để ứng phó với các tình hình xã hội thay đổi và đã trải qua quy hoạch chính dưới triều đại của Theodosius II và Justinian I. Mặc dù các bộ luật đã bị thay thế bởi phong tục và luật pháp trước khi thời kỳ Trung cổ sơ khai, pháp luật La Mã đã được khám phá lại vào thế kỷ 11 khi các học giả pháp lý thời Trung cổ bắt đầu nghiên cứu các bộ luật La Mã và thích ứng các khái niệm của chúng với luật học Giáo hội, từ đó tạo ra jus commune. Các nguyên tắc pháp lý Latin (được gọi là brocards) đã được biên soạn để hướng dẫn. Ở Anh thời Trung cổ, các tòa án hoàng gia đã phát triển một tập hợp các tiền lệ sau này đã trở thành pháp luật thông thường. Một Luật Thương mại trải rộng khắp châu Âu được hình thành để các thương nhân có thể giao dịch với các tiêu chuẩn thực hành chung thay vì với các khía cạnh pháp luật địa phương đa dạng. Luật Thương mại, tiền thân của pháp luật thương mại hiện đại, nhấn mạnh sự tự do hợp đồng và tính chất có thể chuyển nhượng của tài sản. Khi chủ nghĩa dân tộc phát triển vào thế kỷ 18 và 19, Luật Thương mại đã được tích hợp vào pháp luật địa phương của các quốc gia dưới các bộ luật dân sự mới. Những bộ luật Pháp luật Napoleon và Đức đã trở thành những tác động lớn nhất. Khác với pháp luật thông thường Anh, gồm những cuốn sách về luật sư lớn, các bộ luật nhỏ gọn dễ dàng xuất khẩu và dễ dàng áp dụng cho các thẩm phán. Tuy nhiên, hiện nay có dấu hiệu cho thấy pháp luật dân sự và thông thường đang hội tụ. Luật Liên minh châu Âu được mã hoá trong các hiệp định, nhưng phát triển thông qua tiền lệ de facto được đề ra bởi Tòa án Công lý Châu Âu.

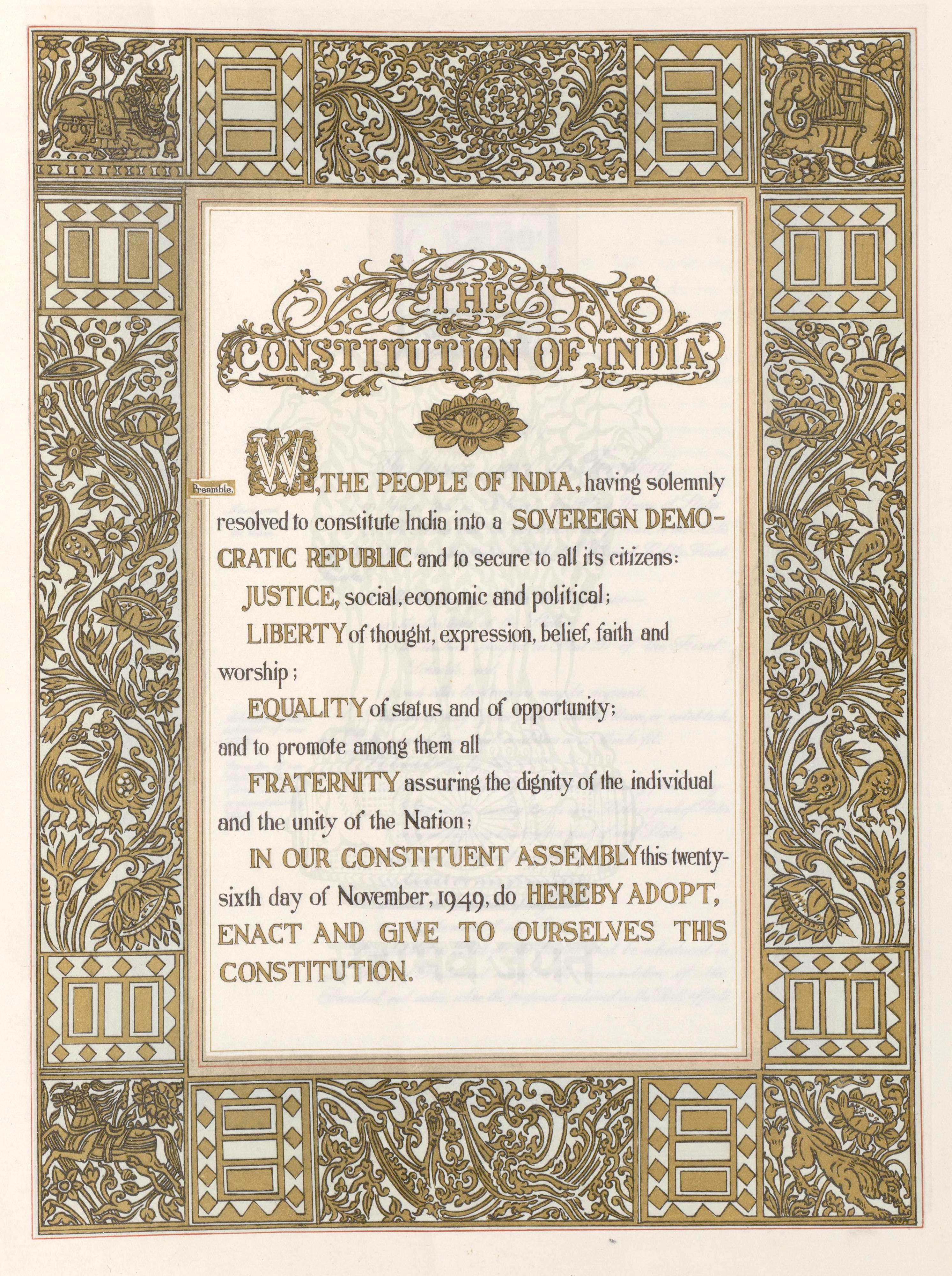
Hiến pháp Ấn Độ là hiến pháp được viết dài nhất cho một quốc gia, bao gồm 444 điều khoản, 12 phụ lục, nhiều sửa đổi và 117.369 từ.

Đạo luật cổ xưa của Ấn Độ và Trung Quốc đại diện cho hai truyền thống pháp luật riêng biệt và lịch sử hình thành các trường phái lý thuyết và thực hành pháp lý độc lập. Arthashastra, có thể đã được biên soạn vào khoảng 100 sau Công nguyên (mặc dù nó chứa các tư liệu cổ hơn), và Manusmriti (khoảng 100-300 sau Công nguyên) là những tác phẩm nền tảng ở Ấn Độ, và bao gồm các văn bản được coi là nguồn hướng dẫn pháp lý có uy tín. Triết lý trung tâm của Manu là sự khoan dung và đa nguyên, và đã được trích dẫn khắp Đông Nam Á. Trong thời kỳ Xâm lược Hồi giáo ở lục địa Ấn Độ, sharia đã được thiết lập bởi các triều đại và đế chế Hồi giáo, đặc biệt là Mughal, Fatawa-e-Alamgiri, do Hoàng đế Aurangzeb và các học giả Hồi giáo biên soạn. Ở Ấn Độ, truyền thống pháp luật Hindu cùng với pháp luật Hồi giáo đã bị thay thế bằng pháp luật chung khi Ấn Độ trở thành một phần của Đế quốc Anh. Malaysia, Brunei, Singapore và Hong Kong cũng đã áp dụng hệ thống pháp luật chung. Truyền thống pháp luật Đông Á phản ánh một sự pha trộn độc đáo giữa các yếu tố thế tục và tôn giáo. Nhật Bản là quốc gia đầu tiên bắt đầu hiện đại hóa hệ thống pháp luật theo hướng phương Tây, thông qua việc nhập khẩu một phần của luật dân sự Pháp, nhưng chủ yếu là Điều lệ dân sự của Đức. Điều này một phần phản ánh tình trạng của Đức là một nước cường quốc nổi lên vào cuối thế kỷ 19.
Tương tự, pháp luật truyền thống Trung Quốc đã chuyển dần hướng phương Tây vào những năm cuối của Nhà Thanh thông qua sáu bộ luật tư nhân dựa chủ yếu vào mô hình luật dân sự của Đức. Ngày nay, pháp luật Đài Loan giữ sự tương đồng gần nhất với các bộ codifications từ thời kỳ đó, do sự chia cắt giữa phe quốc gia của Chiang Kai-shek, những người chạy tới Đài Loan, và phe cộng sản của Mao Zedong, người chiếm được quyền kiểm soát lục địa vào năm 1949. Cơ sở hạ tầng pháp lý hiện tại ở Cộng hòa Nhân dân Trung Hoa đã bị ảnh hưởng nặng nề bởi Liên bang Xô viết Pháp luật xã hội chủ nghĩa, mà ưu tiên chủ yếu là pháp luật hành chính trên sự hy sinh quyền lợi của pháp luật tư nhân. Do quá trình công nghiệp hóa nhanh chóng, ngày nay Trung Quốc đang trải qua quá trình cải cách, ít nhất là trong lĩnh vực kinh tế, nếu không phải là quyền lợi xã hội và chính trị. Luật hợp đồng mới vào năm 1999 đã đại diện cho một bước đi xa khỏi sự thống trị của pháp luật hành chính. Hơn nữa, sau những cuộc đàm phán kéo dài mười lăm năm, vào năm 2001 Trung Quốc gia nhập Tổ chức Thương mại Thế giới (WTO).

## Hệ thống pháp luật

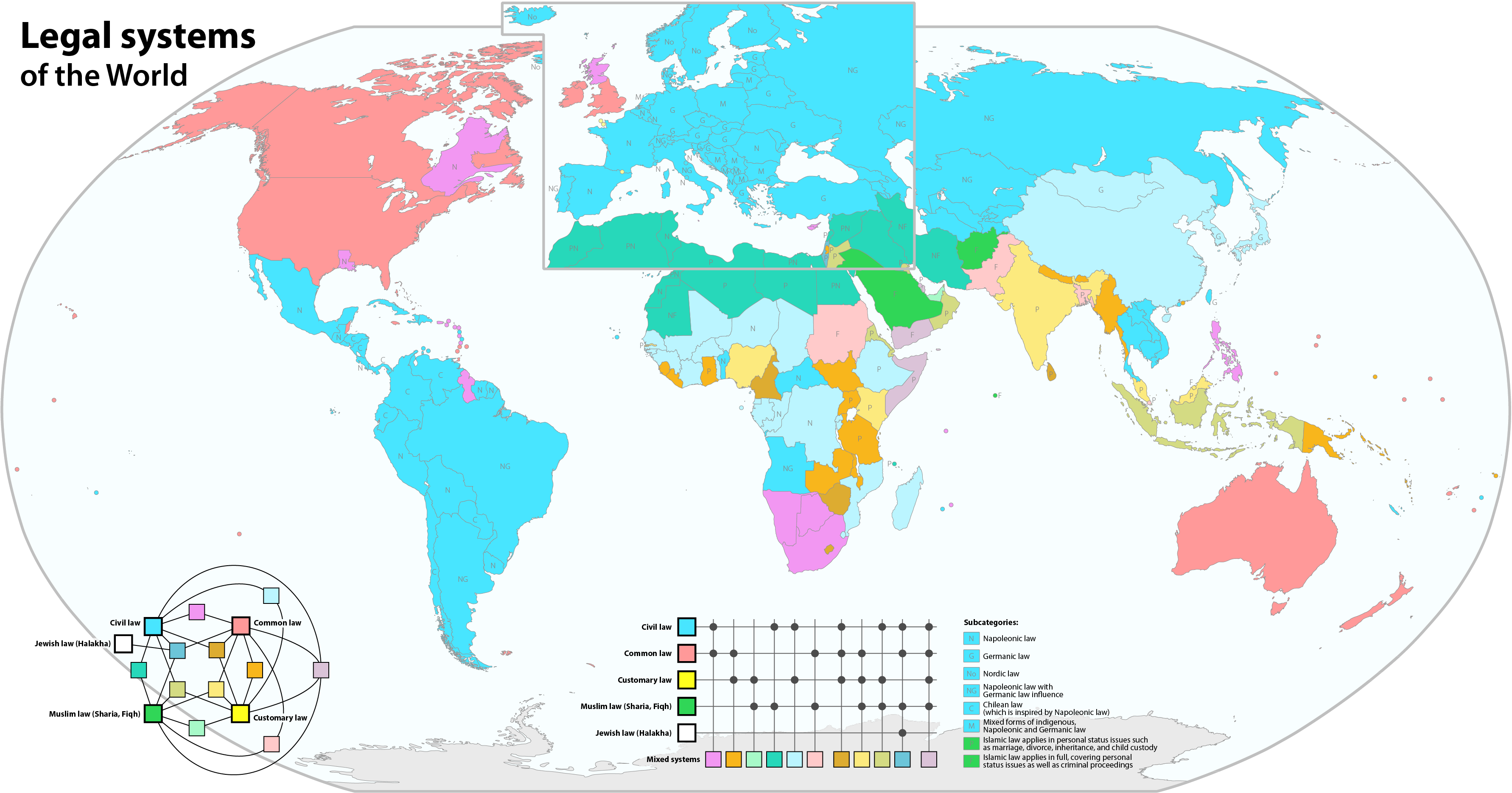
Bản đồ theo mã màu về các hệ thống pháp luật trên thế giới, hiển thị các hệ thống pháp luật dân sự, chung, tôn giáo, tập quán và hỗn hợp. Các hệ thống pháp luật chung được tô màu hồng, và các hệ thống pháp luật dân sự được tô màu xanh lơ/xanh ngọc.

Nói chung, hệ thống pháp luật có thể được chia thành hai loại là hệ thống pháp luật dân sự và hệ thống pháp luật chung. Các nhà học hiện đại cho rằng sự quan trọng của sự phân biệt này đã dần giảm đi. Sự chuyển giao pháp luật phong phú, thường thấy trong pháp luật hiện đại, dẫn đến sự chia sẻ nhiều đặc điểm truyền thống được coi là đặc trưng của hệ thống pháp luật chung hoặc hệ thống pháp luật dân sự. Loại hệ thống pháp luật thứ ba là hệ thống pháp luật tôn giáo, dựa trên các kinh điển. Hệ thống cụ thể mà một quốc gia được cai trị thường được xác định bởi lịch sử của nó, mối quan hệ với các quốc gia khác hoặc việc tuân thủ các tiêu chuẩn quốc tế. Các nguồn mà các quốc gia áp dụng như là các quyền uy tín cố định là các đặc điểm định nghĩa của bất kỳ hệ thống pháp luật nào. 

### Hệ thống pháp luật dân sự

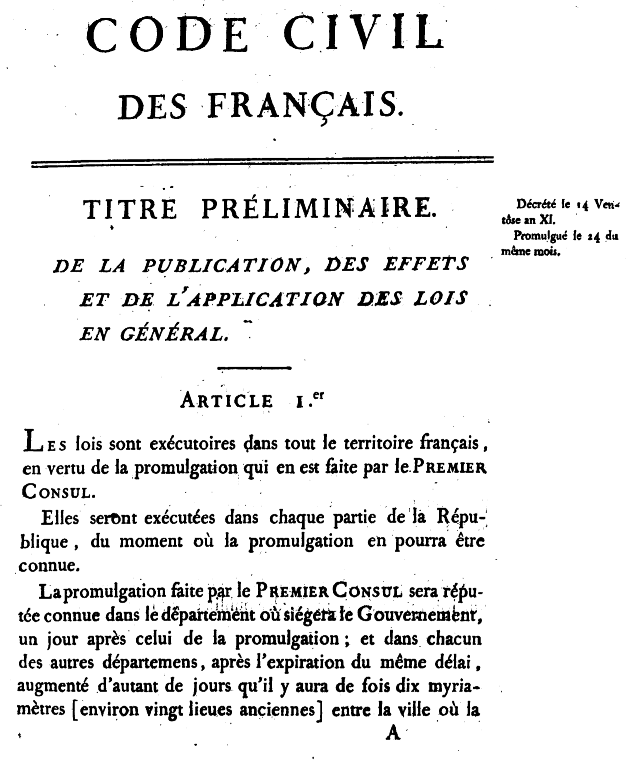
Trang đầu tiên của phiên bản năm 1804 của Luật Napoleon

Hệ thống pháp luật dân sự được sử dụng tại hầu hết các quốc gia trên thế giới ngày nay. Trong hệ thống pháp luật dân sự, các nguồn được công nhận là uy tín chủ yếu là pháp lệnh - đặc biệt là việc đề xuất mã luật trong hiến pháp hoặc các nghị quyết do chính phủ thông qua - và phong tục. Các mã luật đã tồn tại từ hàng thiên niên kỷ, với một ví dụ sớm là Codex Hammurabi của Babylon. Các hệ thống pháp luật dân sự hiện đại hầu hết xuất phát từ các mã luật được ban hành bởi Hoàng đế Byzantine Justinian I vào thế kỷ 6, được phát hiện lại vào thế kỷ 11 ở Ý. Pháp luật La Mã vào thời kỳ Cộng hòa La Mã và Đế quốc La Mã có tính thủ tục cao và thiếu một tầng lớp pháp lý chuyên nghiệp. Thay vào đó, một quan chức không chuyên nghiệp, iudex, được chọn để phân xử. Các quyết định không được công bố theo bất kỳ cách thức hệ thống nào, vì vậy bất kỳ trường hợp pháp lệnh nào phát triển đều bị che giấu và hầu như không được công nhận. Mỗi trường hợp được quyết định từ đầu dựa trên luật pháp của Nhà nước, điều này phản ánh sự (lý thuyết) không quan trọng của các quyết định của các thẩm phán đối với các trường hợp trong hệ thống pháp luật dân sự ngày nay. Từ năm 529 đến 534, Hoàng đế Byzantine Justinian I đã mã hoá và tổng hợp pháp luật La Mã cho đến thời điểm đó, để lại chỉ một phần hai mươi trong số lượng văn bản pháp lý từ trước đó. Điều này trở thành thứ được gọi là Corpus Juris Civilis. Như một nhà sử học pháp lý đã viết, "Justinian cố ý nhìn lại thời kỳ hoàng kim của pháp luật La Mã và nhằm khôi phục lại đỉnh cao mà nó đã đạt được ba thế kỷ trước đó." Mã luật của Justinian vẫn còn hiệu lực ở Đông cho đến khi Đế quốc Byzantine sụp đổ. Trong khi đó, Tây Âu đã dựa vào sự kết hợp giữa Theodosian Code và luật tập quán của các dân tộc German cho đến khi Mã luật của Justinian được phát hiện lại vào thế kỷ 11, và các học giả tại Đại học Bologna đã sử dụng nó để giải thích pháp luật của họ. Mã luật dân sự dựa chủ yếu trên pháp luật La Mã, kèm theo một số ảnh hưởng từ các luật tôn giáo như pháp luật giáo hội, tiếp tục lan rộng khắp châu Âu cho đến thời kỳ Ánh sáng. Sau đó, vào thế kỷ 19, cả Pháp với Code Civil và Đức với Bürgerliches Gesetzbuch đã hiện đại hóa mã luật của họ. Cả hai mã luật này đã tác động mạnh mẽ không chỉ đến các hệ thống pháp luật của các quốc gia ở châu Âu lục địa, mà còn đến truyền thống pháp luật của Nhật Bản và Hàn Quốc. Ngày nay, các quốc gia có hệ thống pháp luật dân sự bao gồm từ Nga và Thổ Nhĩ Kỳ đến hầu hết Trung và Châu Mỹ Latinh.

#### Luật vô chính phủ
Chủ nghĩa vô chính phủ đã được thực hành trong xã hội ở phần lớn thế giới. Các cộng đồng vô chính phủ có quy mô lớn, từ Syria đến Hoa Kỳ, tồn tại và đa dạng từ hàng trăm đến hàng triệu người. Chủ nghĩa vô chính phủ bao gồm một loạt các triết lý chính trị xã hội, với các xu hướng và cách thực hiện khác nhau.
Luật vô chính phủ chủ yếu giải quyết việc làm thế nào chủ nghĩa vô chính phủ được thực thi trong xã hội, với khung viện dựa trên các tổ chức phi tập trung và sự giúp đỡ lẫn nhau, với sự đại diện thông qua hình thức dân chủ trực tiếp. Luật pháp dựa trên nhu cầu của chúng. Một phần lớn các triết lý vô chính phủ như chủ nghĩa anarcho-tổ chức và chủ nghĩa anarcho-cộng sản chủ yếu tập trung vào các liên minh công nhân phi tập trung, các hợp tác và các hiệp hội làm nền tảng chính của xã hội.

#### Luật xã hội chủ nghĩa
Luật xã hội chủ nghĩa là hệ thống pháp luật trong các quốc gia nhà nước cộng sản như Liên Xô cũ và Cộng hòa Nhân dân Trung Hoa. Ý kiến học thuật chia rẽ về việc liệu nó có phải là một hệ thống riêng biệt so với pháp luật dân sự, với các sai lệch lớn dựa trên Chủ nghĩa Mác-Lê-nin, chẳng hạn như việc làm luật sư cấp dưới phục tùng đảng cầm quyền của chính quyền điều hành.

### Luật thông thường và luật tư pháp

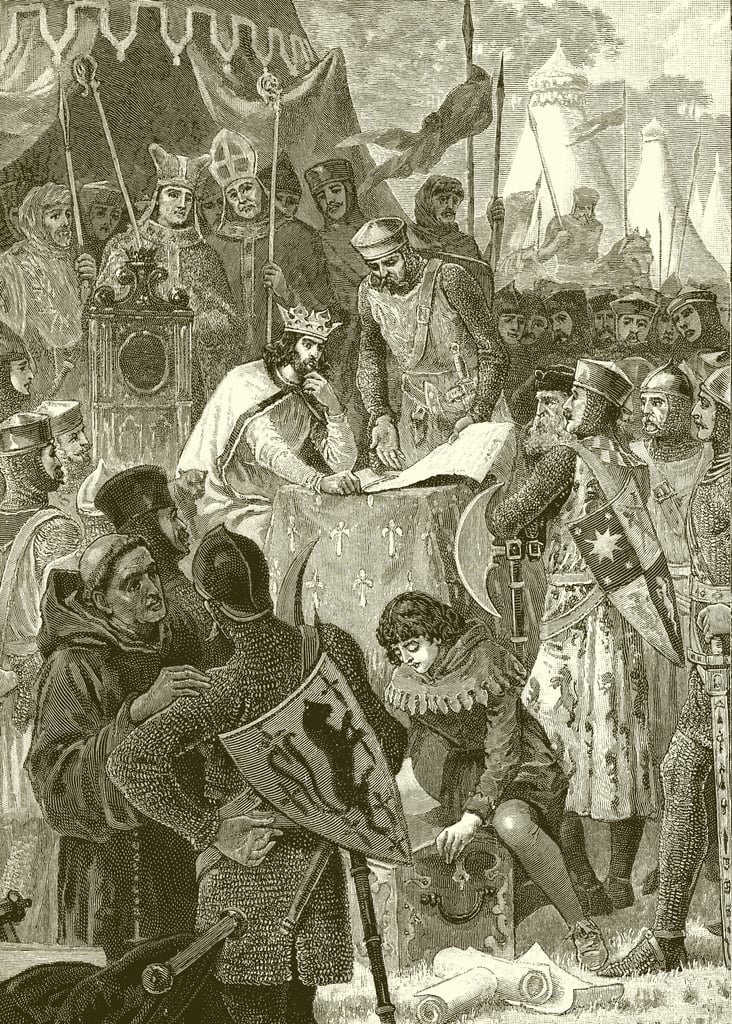
Vua John của Anh ký Magna Carta.

Trong hệ thống pháp luật thông thường, các quyết định của tòa án được công nhận rõ ràng là "luật" tương đương với các pháp lệnh lập pháp và các quy định chính quy của chính quyền điều hành. "Nguyên tắc tiền lệ", hay stare decisis (tiếng Latinh có nghĩa là "tuân theo quyết định") có nghĩa là các quyết định của tòa án cao hơn ràng buộc tòa án cấp thấp hơn để đảm bảo các trường hợp tương tự đạt đến kết quả tương tự. Ngược lại, trong hệ thống pháp luật dân sự, các pháp lệnh lập pháp thường chi tiết hơn và các quyết định tòa án ngắn gọn hơn và ít chi tiết hơn, vì thẩm quyền chỉ viết để quyết định một trường hợp đơn lẻ, thay vì đưa ra lý do hướng dẫn các tòa án trong tương lai.
Luật thông thường bắt nguồn từ Anh và đã được thừa kế bởi hầu hết các quốc gia từng liên kết với Đế chế Anh (ngoại trừ Malta, Scotland, tiểu bang Louisiana của Hoa Kỳ, và tỉnh Quebec của Canada). Trong thời Trung cổ ở Anh, trong giai đoạn xâm lược Norman, luật pháp thay đổi từ xã này đến xã khác dựa trên các phong tục bất đồng của các bộ tộc. Khái niệm "luật thông thường" phát triển trong thời kỳ cai trị của Henry II vào cuối thế kỷ 12, khi ông chỉ định các thẩm phán có quyền lập một hệ thống pháp luật hợp nhất và thống nhất dành cho cả nước. Bước tiến tiếp theo quan trọng trong sự tiến hóa của luật thông thường đến khi Vua John bị các tướng quân bắt ép ký vào một văn bản hạn chế quyền lực để thông qua các luật. "Hiến chương vĩ đại" hay Magna Carta năm 1215 cũng yêu cầu đoàn thẩm phán của vua tổ chức các phiên tòa và ra án tại "một địa điểm nhất định" thay vì phát hành công lý chuyên chế ở những địa điểm không thể đoán trước trên khắp đất nước. Một nhóm thẩm phán tập trung và chuyên nghiệp đã có vai trò quyết định chính trong việc lập pháp theo hệ thống này và so với các đối tác châu Âu, tòa án Anh trở nên rất tập trung. Ví dụ, vào năm 1297, trong khi tòa án cao nhất ở Pháp có 51 thẩm phán, Tòa án Anh về Các vụ Dân sự có năm thẩm phán. Bộ máy tư pháp mạnh mẽ và gắn kết này đã tạo ra một quy trình hệ thống hóa để phát triển luật thông thường.
Khi thời gian trôi qua, nhiều người cảm thấy rằng luật thông thường đã được hệ thống hóa quá mức và cứng nhắc, và ngày càng nhiều công dân kêu gọi vua để phớt lời luật thông thường. Thay mặt vua, Thượng trị thư ký bắt đầu ra các phán quyết để thực hiện điều gì là công bằng trong một vụ kiện. Từ thời Ông Thomas More, luật sư đầu tiên được bổ nhiệm làm Thượng trị thư ký, một hệ thống công bằng đã phát triển song song với luật thông thường cứng nhắc và phát triển riêng Tòa án Công bằng. Ban đầu, công bằng thường bị chỉ trích là không đều đặn. Theo thời gian, tòa án công bằng đã phát triển những nguyên tắc vững chắc, đặc biệt dưới triều đại của Bá tước Eldon. Vào thế kỷ 19 ở Anh và năm 1937 tại Hoa Kỳ, hai hệ thống này đã được hợp nhất.
Trong quá trình phát triển luật thông thường, việc viết sách học thuật luôn đóng một vai trò quan trọng, không chỉ để thu thập những nguyên tắc toàn diện từ các vụ án phân tán, mà còn để thảo luận về những thay đổi. William Blackstone, vào khoảng năm 1760, là nhà học giả đầu tiên thu thập, miêu tả và giảng dạy về luật thông thường. Tuy nhiên, chỉ việc miêu tả thôi, những nhà học giả tìm kiếm các giải thích và cấu trúc cơ bản dần thay đổi cách luật hoạt động thực tế.

### Luật tôn giáo
Luật tôn giáo dựa rõ ràng vào các quy tắc tôn giáo. Ví dụ bao gồm Halakha của người Do Thái và Sharia của người Hồi giáo - cả hai đều dịch là "con đường để tuân theo". Luật học Kitô giáo cũng tồn tại trong một số cộng đồng nhà thờ. Thường thì ảnh hưởng của tôn giáo đối với luật pháp là không thể thay đổi, vì lời Chúa không thể được sửa đổi hoặc được lập luật pháp phản đối bởi các thẩm phán hoặc chính phủ. Tuy nhiên, hầu hết các quốc gia tôn giáo đều dựa vào việc mở rộng nhân bản để cung cấp cho hệ thống pháp luật toàn diện và chi tiết hơn. Ví dụ, Quran chứa một số luật pháp và nó hoạt động như một nguồn pháp luật tiếp theo thông qua sự giải thích, Qiyas (luận lý bằng gián tiếp), Ijma (đồng thuận) và tiền lệ. Điều này chủ yếu nằm trong một bộ pháp luật và luật học được biết đến với tên gọi Sharia và Fiqh. Một ví dụ khác là Torah hoặc Old Testament, trong Pentateuch hoặc Năm Sách Môi-se. Nó chứa mã luật cơ bản của người Do Thái, mà một số cộng đồng ở Israel lựa chọn sử dụng. Halakha là một bộ mã luật của người Do Thái tóm tắt một số giải thích của Talmud.
Một số quốc gia áp dụng luật sharia. Luật Israel cho phép các bên tranh tụng sử dụng luật tôn giáo chỉ khi họ chọn. Luật giáo hội chỉ được sử dụng bởi các thành viên của Giáo hội Công giáo, Giáo hội Chính thống Đông phương và Đoàn Phước giáo Ang-li-can.

#### Luật giáo hội

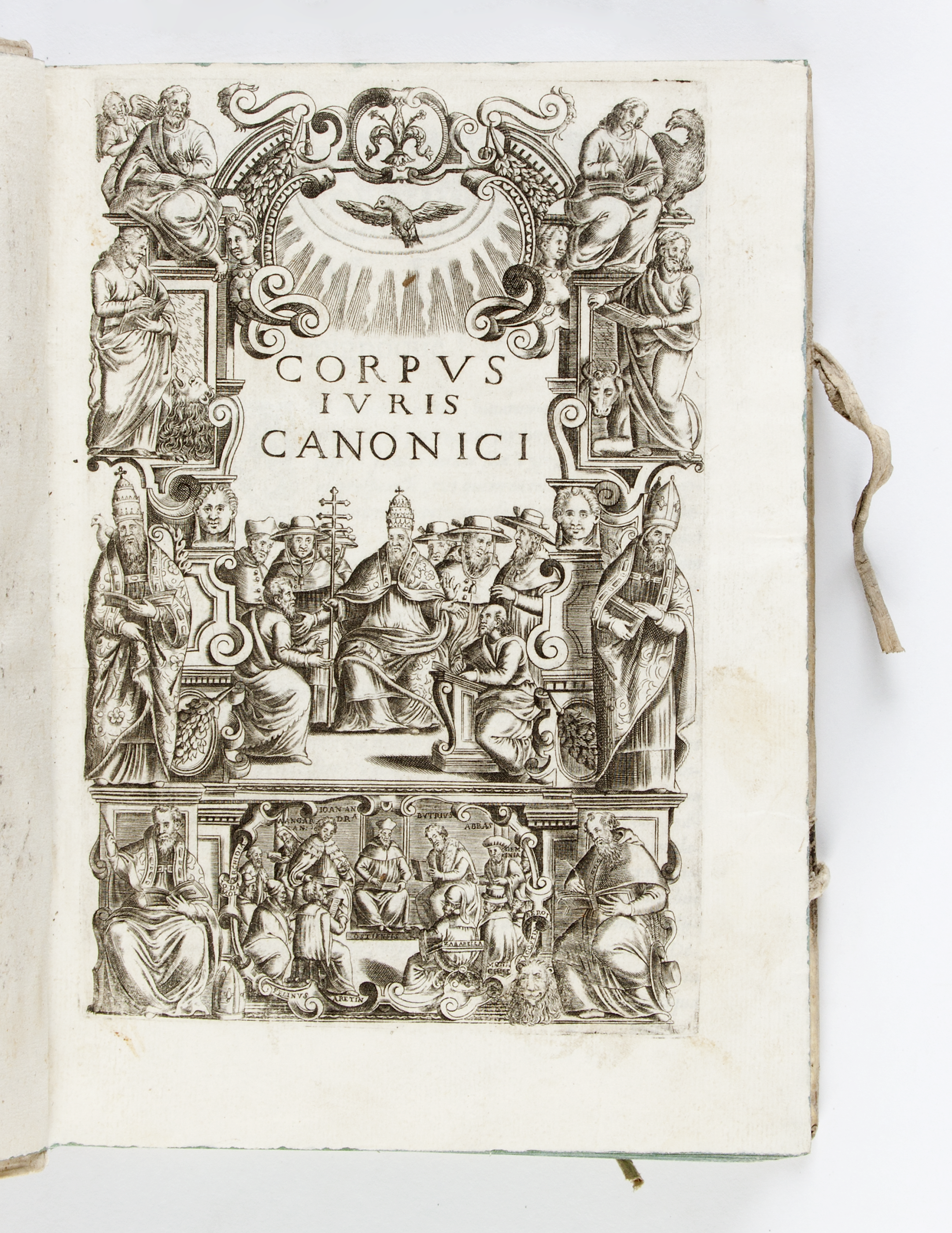
Corpus Juris Canonici, bộ sưu tập căn bản của luật giáo hội trong hơn 750 năm.

Luật giáo hội (từ tiếng Hy Lạp kanon, một 'thước thẳng, công cụ đo đạc') là một bộ quy chế và quy định do các cơ quan quản lý tôn giáo (lãnh đạo Giáo hội) đưa ra, để quản lý tổ chức Kitô giáo hoặc nhà thờ và thành viên của nó. Đây là luật nội bộ quản lý Giáo hội Công giáo (cả Giáo hội Latin và các Giáo hội Công giáo Đông), Giáo hội Chính thống Đông phương và Giáo hội Công giáo Phương Đông, cũng như các nhà thờ quốc gia riêng lẻ trong Đoàn Phước giáo Ang-li-can. Cách luật giáo hội này được ban hành, giải thích và đôi khi được xét xử thay đổi rộng rãi giữa ba đối tượng Giáo hội này. Trong ba truyền thống này, một luật Giáo hội ban đầu là một quy tắc được hội nghị Giáo hội nhất trí thông qua; những quy tắc này tạo nền tảng cho luật giáo hội.
Giáo hội Công giáo có hệ thống luật pháp duy trì liên tục lâu nhất trong thế giới phương Tây, từ trước sự hình thành của các hệ thống luật dân sự và luật thông thường hiện đại ở châu Âu. Luật Hình thức cảm xúc năm 1983 quy định cho Giáo hội Công giáo La tinh sui juris. Các Giáo hội Công giáo Đông phương, phát triển các kỷ luật và thực hành khác nhau, được quản lý bởi Code of Canons of the Eastern Churches. Luật hình thức cảm xúc Công giáo ảnh hưởng đến luật thông thường trong thời kỳ Trung cổ thông qua việc bảo tồn các nguyên tắc pháp lý trong luật La Mã như nguyên tắc giả định vô tội.

#### Luật Sharia
Cho đến thế kỷ 18, Luật Sharia được thực hành trên toàn thế giới Hồi giáo dưới dạng phi hệ thống, và vào thế kỷ 19, mã Mecelle của Đế quốc Ottoman đã thử lần đầu tiên mã hóa các yếu tố của Luật Sharia. Kể từ giữa thập kỷ 1940, đã có những nỗ lực từ quốc gia này đến quốc gia khác để đưa Luật Sharia gần hơn với điều kiện và quan niệm hiện đại. Trong thời đại hiện đại, các hệ thống pháp lý của nhiều quốc gia Hồi giáo sử dụng cả truyền thống luật dân sự và luật thông thường cũng như Luật Hồi giáo và tập quán Hồi giáo. Hiến pháp của một số quốc gia Hồi giáo như Ai Cập và Afghanistan công nhận Hồi giáo là tôn giáo của nhà nước, buộc pháp phải tuân thủ Luật Sharia. Saudi Arabia công nhận Quran là hiến pháp của nước và được cai trị dựa trên Luật Hồi giáo. Iran cũng đã chứng kiến sự tái khẳng định Luật Hồi giáo vào hệ thống pháp lý sau năm 1979. Trong vài thập kỷ gần đây, một trong những đặc điểm cơ bản của phong trào tái khơi nguồn Hồi giáo đã là cuộc kêu gọi phục hồi Luật Sharia, điều này đã tạo ra một lượng văn chương lớn và ảnh hưởng đến chính trị toàn cầu.

## Phương pháp pháp lý
Có các phương pháp pháp lý phân biệt để suy luận (áp dụng pháp luật) và phương pháp diễn giải (giải thích) pháp luật. Các phương pháp suy luận bao gồm "luận dẫn pháp lý", áp dụng chủ yếu trong hệ thống pháp luật dân sự, "phương pháp tương đồng", có mặt trong hệ thống pháp luật thông thường, đặc biệt ở Hoa Kỳ, và các lý thuyết luận cứ xuất hiện trong cả hai hệ thống. Còn các phương pháp diễn giải bao gồm các quy tắc (hướng dẫn) khác nhau về diễn giải pháp luật như hướng dẫn về diễn giải ngôn ngữ, diễn giải mục tiêu hoặc diễn giải hệ thống cũng như các quy tắc cụ thể hơn, chẳng hạn như "quy tắc vàng" hoặc "quy tắc trêu ghẹo". Còn nhiều lập luận và nguyên tắc diễn giải khác cùng tổng hợp tạo nên khả năng "diễn giải luật hình pháp".
Giáo sư pháp lý và cựu Bộ trưởng Tư pháp Hoa Kỳ Edward H. Levi đã lưu ý rằng "mô hình cơ bản của luận điểm pháp lý là luận điểm bằng ví dụ" - tức là luận điểm bằng cách so sánh các kết quả trong các vụ án giải quyết các câu hỏi pháp lý tương tự. Trong một trường hợp của Tòa tối cao Hoa Kỳ liên quan đến các nỗ lực về thủ tục do một công ty thu thập nợ để tránh sai sót, Thẩm phán Sotomayor cảnh báo rằng "luận điểm pháp lý không phải là một quá trình cơ khí hoặc tuyến tính chặt chẽ".
Jurimetrics là sự áp dụng hình thức chính thống của các phương pháp định lượng, đặc biệt là lý thuyết xác suất và thống kê, vào các câu hỏi pháp lý. Việc sử dụng các phương pháp thống kê trong các vụ án và các bài viết đánh giá pháp lý đã trở nên vô cùng quan trọng trong vài thập kỷ qua.

## Cơ quan pháp lý
Thomas Hobbes, Leviathan, XVII
Các cơ quan pháp lý chính ở các nước công nghiệp hóa bao gồm các tòa án độc lập, quốc hội đại diện, cơ quan hành pháp có trách nhiệm, quân đội và cảnh sát, tổ chức biên chế, ngành luật và xã hội dân sự chính mình. John Locke, trong Two Treatises of Government, và Baron de Montesquieu trong The Spirit of the Laws, đã ủng hộ sự tách biệt quyền lực giữa các cơ quan chính trị, lập pháp và hành pháp. Nguyên tắc của họ là không có ai được phép chiếm đoạt tất cả quyền lực của nhà nước, trái với lý thuyết tuyệt đối của Thomas Hobbes trong cuốn sách Leviathan. Hiến pháp Five Power Constitution của Sun Yat-sen cho Cộng hòa Trung Hoa đã đưa sự tách biệt quyền lực xa hơn bằng việc tạo thêm hai cơ quan chính phủ - Control Yuan để kiểm toán và giám sát, và Examination Yuan để quản lý việc tuyển dụng các quan chức công chức.
Max Weber và những người khác đã làm thay đổi suy nghĩ về sự mở rộng của nhà nước. Quyền lực quân sự, cảnh sát và quản lý bộ máy đối với cuộc sống hàng ngày của công dân thông thường đặt ra những vấn đề đặc biệt về trách nhiệm mà những nhà văn trước đó như Locke hoặc Montesquieu không thể đoán trước được. Phong tục và thực hành của ngành luật sư là một phần quan trọng của việc mọi người tiếp cận công lý, trong khi xã hội dân sự là thuật ngữ dùng để chỉ các cơ quan xã hội, cộng đồng và đối tác tạo nên cơ sở chính trị cho luật pháp.

### Hệ thống tư pháp

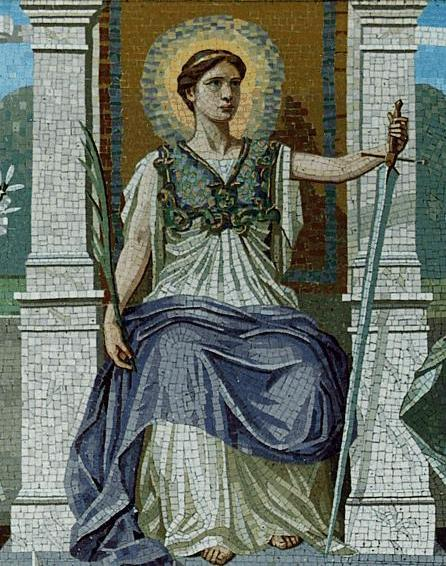
Tranh khảm phong cách La Mã về chủ đề xét xử, thi hành công lý

Hệ thống tư pháp là một nhóm các thẩm phán trung gian trong các tranh chấp để xác định kết quả. Hầu hết các quốc gia đều có hệ thống tòa án phúc thẩm, với một tòa án cao cấp là cơ quan tư pháp cuối cùng. Ở Hoa Kỳ, cơ quan này là Tòa án Tối cao của Hoa Kỳ; ở Úc, Tòa án Tối cao của Úc; ở Ấn Độ, Tòa án Tối cao Ấn Độ; ở Vương quốc Anh, Tòa án Tối cao của Vương quốc Anh; ở Đức, Bundesverfassungsgericht; và ở Pháp, Cour de Cassation. Đối với hầu hết các quốc gia châu Âu, Tòa án Công lý Châu Âu tại Luxembourg có thể phủ định luật quốc gia khi luật Liên minh châu Âu liên quan. Tòa án Nhân quyền Châu Âu tại Strasbourg cho phép công dân của các quốc gia thành viên Hội đồng Châu Âu đưa ra các vụ kiện liên quan đến các vấn đề nhân quyền trước tòa án này.
Một số quốc gia cho phép cơ quan tư pháp cao nhất của họ phủ định các quy định pháp lý mà họ xác định là vi phạm hiến pháp. Ví dụ, trong vụ Brown v. Board of Education, Tòa án Tối cao Hoa Kỳ đã bãi bỏ nhiều luật tiểu bang đã thiết lập các trường học tách biệt chủng tộc, tìm thấy các luật này không tương thích với Điều bốn mươi Hiến pháp của Hiến pháp Hoa Kỳ.
Hệ thống tư pháp lý lý thuyết phải tuân thủ hiến pháp, cũng như tất cả các cơ quan chính phủ khác. Ở hầu hết các quốc gia, các thẩm phán chỉ có thể diễn giải hiến pháp và tất cả các luật pháp khác. Nhưng ở các quốc gia pháp lý thông thường, nơi các vấn đề không phải là vấn đề hiến pháp, hệ thống tư pháp cũng có thể tạo ra luật pháp dưới nguyên tắc tiền lệ. Vương quốc Anh, Phần Lan và New Zealand khẳng định ý tưởng chủ quyền của quốc hội, trong đó tòa án không được bầu cử có thể không phủ định luật được thông qua bởi quốc hội dân chủ.
Trong các quốc gia chủ nghĩa cộng sản, chẳng hạn như Trung Quốc, tòa án thường được coi là một phần của cơ quan hành pháp, hoặc dưới thẩm quyền của quốc hội; các cơ quan và nhà lãnh đạo chính phủ có nhiều hình thức ảnh hưởng khác nhau lên tư pháp. Ở các quốc gia Hồi giáo, các tòa án thường xem xét xem luật pháp của nhà nước có tuân thủ Sharia không: Tòa án Hiến pháp Tối cao của Ai Cập có thể vô hiệu hóa các luật như vậy, và ở Iran, Hội đồng Bảo hộ đảm bảo tính tương thích của pháp luật với "tiêu chuẩn của Hồi giáo".

### Lập pháp

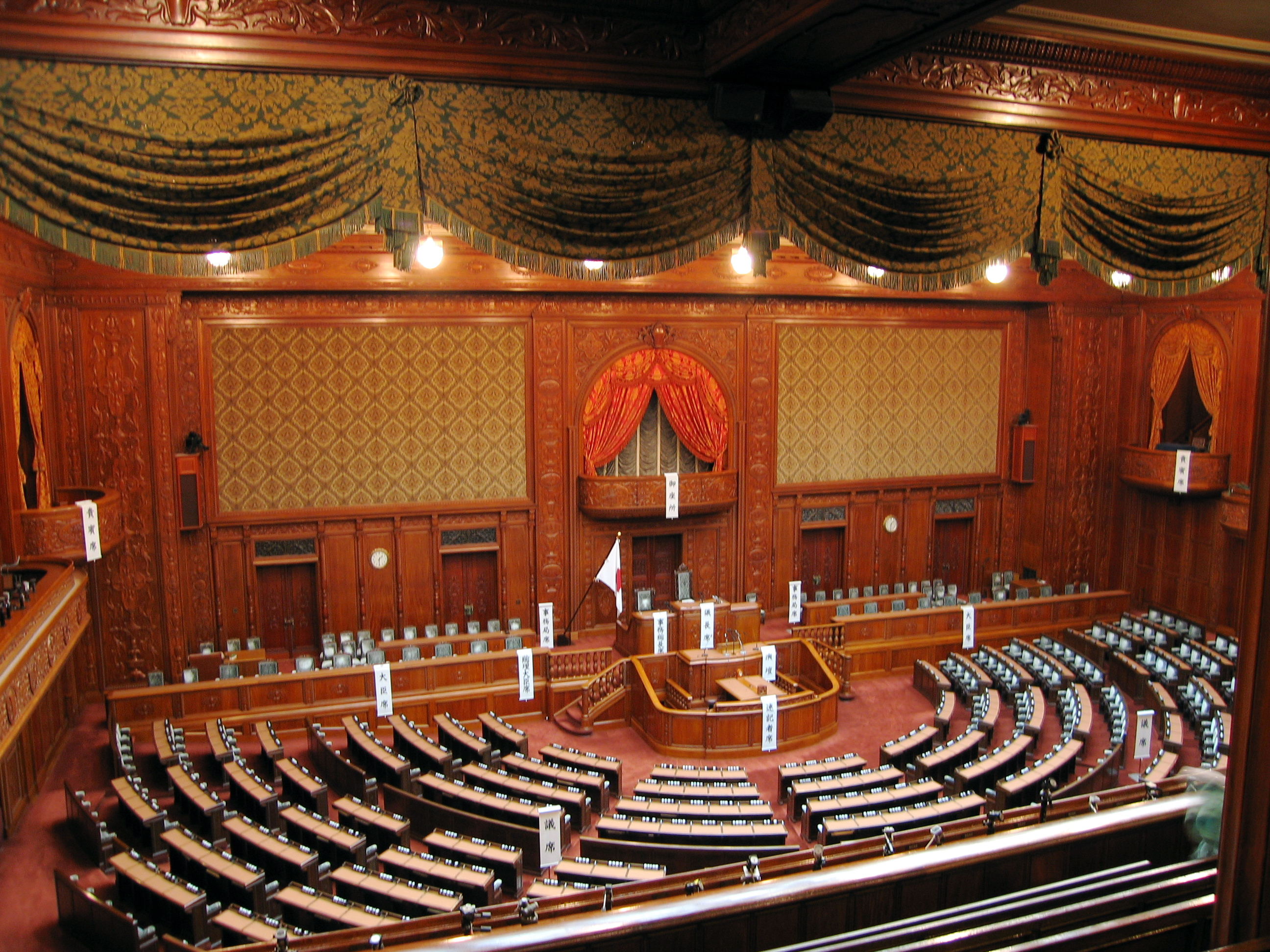
Phòng họp của Hạ viện, nơi là hạ viện trong Quốc hội của Nhật Bản

Ví dụ nổi bật về các cơ quan lập pháp là Houses of Parliament tại London, Quốc hội tại Washington, D.C., Bundestag tại Berlin, Duma tại Moscow, Parlamento Italiano tại Rome và Assemblée nationale tại Paris. Theo nguyên tắc của chính phủ đại diện, người dân bầu cử cho các chính trị gia để thực hiện ý muốn của họ. Mặc dù các quốc gia như Israel, Hy Lạp, Thụy Điển và Trung Quốc là đơn viện, nhưng hầu hết các quốc gia là song viện, có nghĩa là họ có hai viện lập pháp được bổ nhiệm riêng biệt.
Ở 'hạ viện', các chính trị gia được bầu để đại diện cho các đơn vị bầu cử nhỏ hơn. 'Thượng viện' thường được bầu để đại diện cho các bang trong một hệ thống liên bang (như ở Úc, Đức hoặc Hoa Kỳ) hoặc cấu hình bỏ phiếu khác nhau trong một hệ thống thống nhất (như ở Pháp). Ở Vương quốc Anh, thượng viện được chính phủ bổ nhiệm làm viện xem xét. Một trong những lời phê bình về hệ thống song viện với hai viện được bầu cử là viện trên và viện dưới có thể chỉ đơn giản là phản ánh lẫn nhau. Sự biện minh truyền thống của song viện là một viện trên hoạt động như một viện xem xét. Điều này có thể giảm thiểu sự chọn lựa tự do và bất công trong hành động của chính phủ.
Để thông qua luật, đa số các thành viên của một cơ quan lập pháp phải bầu chọn cho một dự luật (luật đề xuất) ở mỗi viện. Thông thường sẽ có nhiều lần đọc và các sửa đổi được đề xuất bởi các phe phái chính trị khác nhau. Nếu một quốc gia có hiến pháp được cố định, một đa số đặc biệt có thể được yêu cầu cho các thay đổi trong hiến pháp, khiến việc thay đổi pháp luật trở nên khó khăn hơn. Một chính phủ thường dẫn dắt quá trình này, có thể được hình thành từ các thành viên của Quốc hội (ví dụ như Anh hoặc Đức). Tuy nhiên, trong một hệ thống tổng thống, chính phủ thường được hình thành bởi một người đứng đầu và các quan chức nội các do người đó bổ nhiệm (ví dụ như Hoa Kỳ hoặc Brazil).

### Hành chính

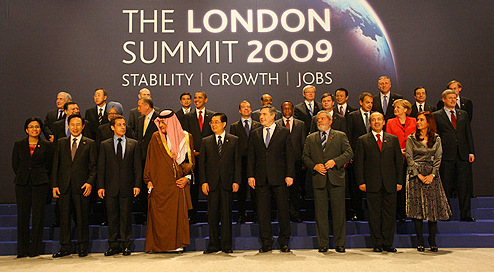
Các cuộc họp của G20 được cấu thành từ các đại diện của cơ quan hành chính của từng quốc gia.

Hành chính trong một hệ thống pháp lý phục vụ như trung tâm của quyền lực chính trị của Nhà nước. Trong một hệ thống nghị viện, như ở Anh, Italy, Đức, Ấn Độ và Nhật Bản, hành chính được biết đến như là nội các và bao gồm các thành viên của cơ quan lập pháp. Hành chính được dẫn dắt bởi thủ lĩnh chính phủ, nơi đặt quyền lực dưới sự tin tưởng của cơ quan lập pháp. Vì các cuộc bầu cử phổ thông bổ nhiệm các đảng chính trị để cai trị, nên lãnh đạo của một đảng có thể thay đổi giữa các cuộc bầu cử.
Thủ lĩnh nhà nước là một phần riêng biệt khỏi hành chính, và đại diện cho quốc gia một cách biểu trưng qua việc ban hành luật và hành động. Các ví dụ bao gồm Tổng thống Đức (được bổ nhiệm bởi các thành viên của các nghị viện liên bang và bang), Nữ hoàng của Vương quốc Anh (một chức vụ di sản), và Tổng thống Áo (được bầu cử bởi cử tri phổ thông). Mô hình quan trọng khác là hệ thống tổng thống, được tìm thấy ở Hoa Kỳ và Brazil. Trong các hệ thống tổng thống, hành chính hoạt động như cả thủ lĩnh nhà nước và thủ lĩnh chính phủ, và có quyền bổ nhiệm một nội các không được bầu cử. Trong một hệ thống tổng thống, cơ quan hành chính là độc lập với cơ quan lập pháp mà nó không chịu trách nhiệm trước.
Mặc dù vai trò của ngành hành chính thay đổi từ quốc gia này sang quốc gia khác, thường thì nó sẽ đề xuất phần lớn các dự luật, và đưa ra chương trình chính phủ. Trong hệ thống tổng thống, hành chính thường có quyền phủ quyết dự luật. Hầu hết các cơ quan hành chính trong cả hai hệ thống đều chịu trách nhiệm về Chính sách đối ngoại, quân đội và cảnh sát, và hệ thống quan liêu. Bộ trưởng hoặc các quan chức khác dẫn dắt các văn phòng công cộng của một quốc gia, chẳng hạn như bộ ngoại giao hoặc bộ quốc phòng. Việc bầu cử một hành chính khác do đó có khả năng cách mạng hóa toàn bộ cách tiếp cận của một quốc gia với chính phủ.

### Quân đội và cảnh sát

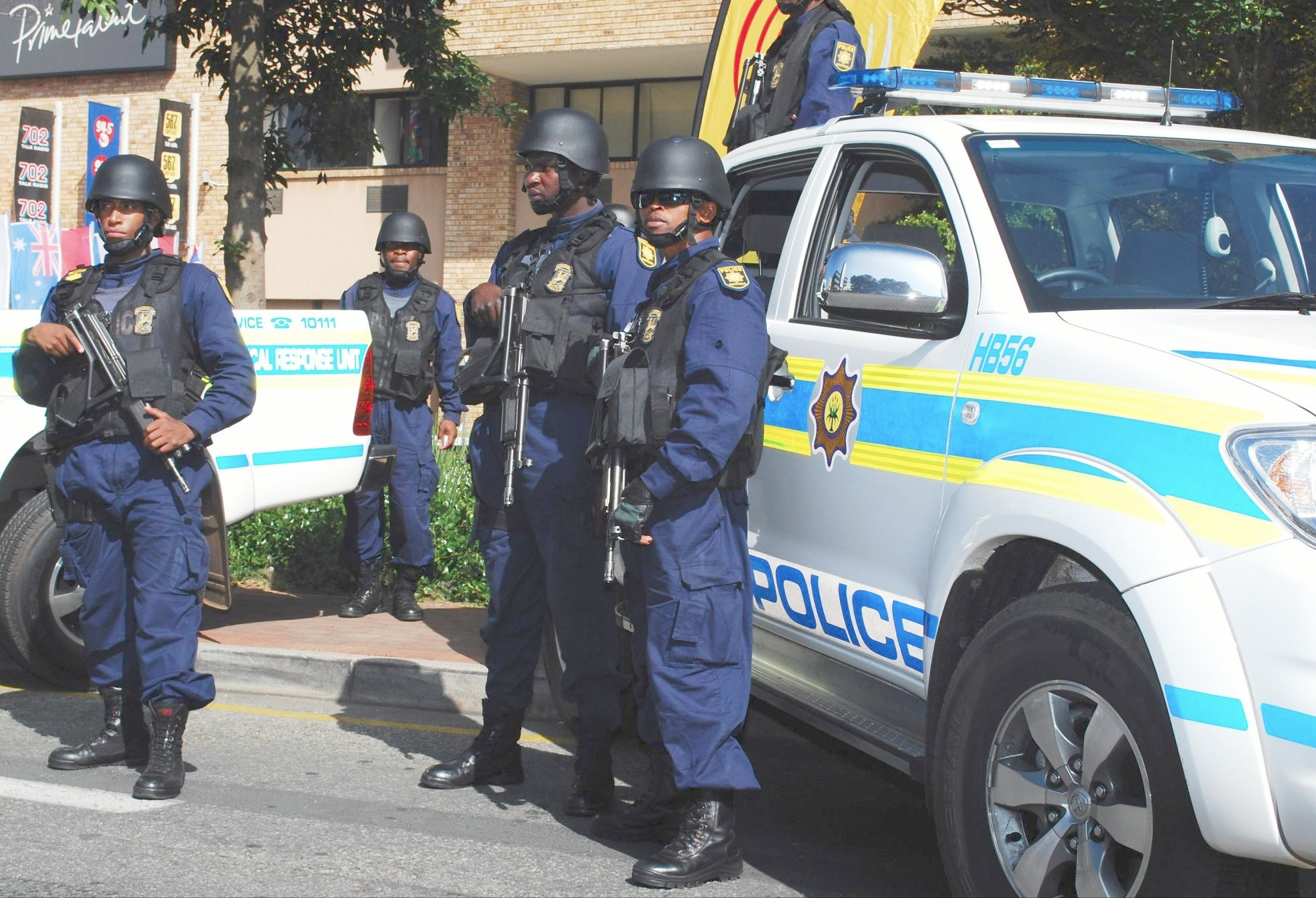
Các sĩ quan của Dịch vụ Cảnh sát Nam Phi tại Johannesburg, 2010

Trong khi các tổ chức quân sự đã tồn tại cùng thời với chính phủ, ý tưởng về một lực lượng cảnh sát đứng đắn là một khái niệm tương đối hiện đại. Ví dụ, hệ thống tòa án hình sự di động của Anh thời Trung cổ hay assizes, sử dụng các phiên tòa công khai và hình phạt tử hình để gây ra nỗi sợ hãi trong cộng đồng để duy trì quyền kiểm soát. Cảnh sát hiện đại đầu tiên có lẽ là những người ở Paris thế kỷ 17, tại triều đình của Louis XIV, mặc dù Cục cảnh sát tiền Paris tuyên bố họ là những người cảnh sát mặc đồng phục đầu tiên trên thế giới.
Max Weber nổi tiếng với lập luận rằng nhà nước là thực thể kiểm soát độc quyền sử dụng lực lượng hợp pháp. Quân đội và cảnh sát thực hiện việc thi hành pháp lực theo yêu cầu của chính phủ hoặc các tòa án. Thuật ngữ nhà nước thất bại ám chỉ các quốc gia không thể triển khai hoặc thực thi các chính sách; cảnh sát và quân đội của họ không còn kiểm soát an ninh và trật tự và xã hội chìm vào tình trạng vô chính phủ, thiếu hụt chính quyền.

### Quan liêu

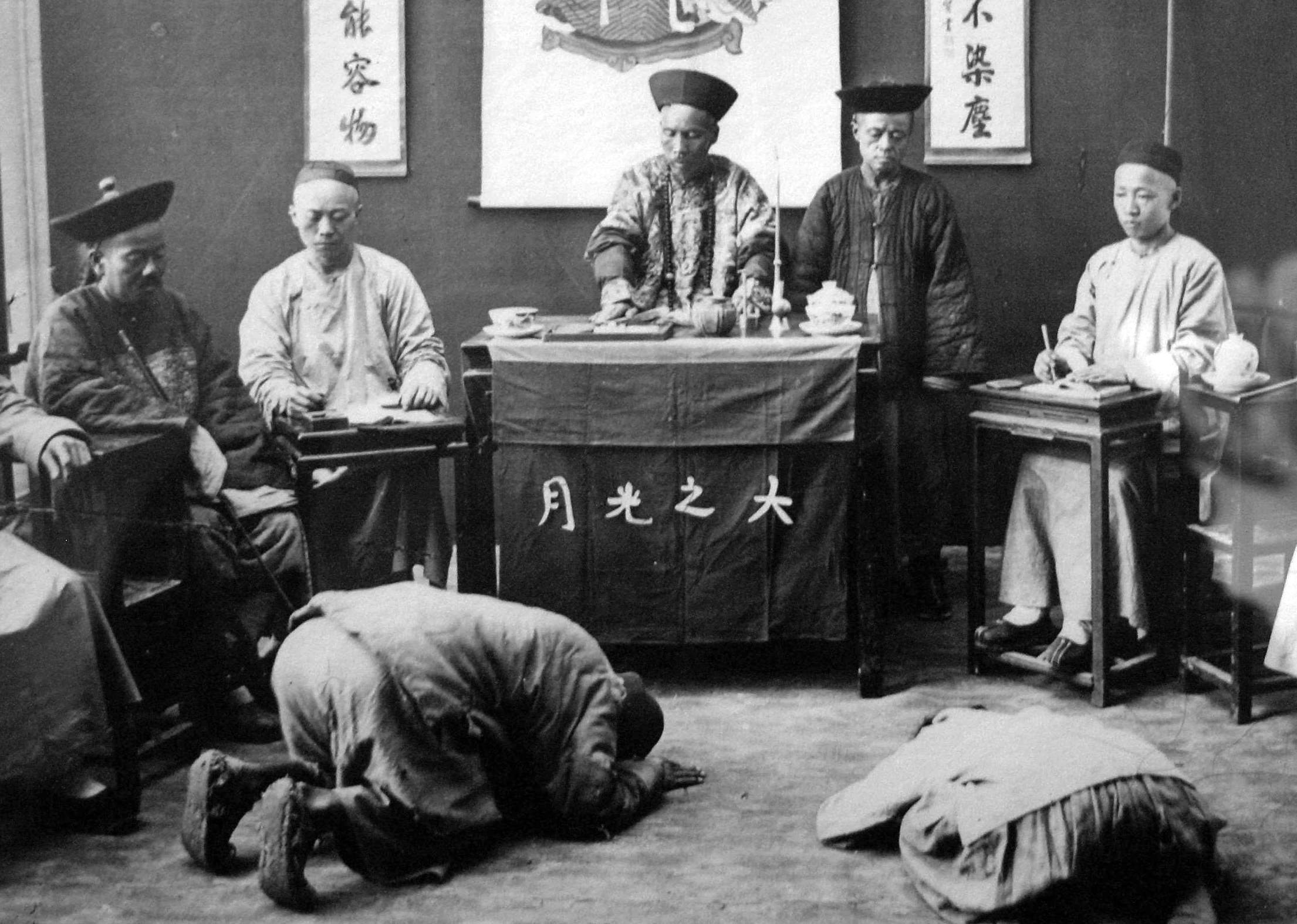
Các mandarin là những quan liêu quyền lực ở Trung Quốc thời cổ (ảnh chụp một quan chức triều đại Thanh với bậc quan rõ ràng).

Nguyên thủy của từ quan liêu xuất phát từ từ tiếng Pháp cho văn phòng (bureau) và từ tiếng Hy Lạp cổ đại cho quyền lực (kratos). Giống như quân đội và cảnh sát, các nhân viên và cơ quan chính phủ của hệ thống pháp lý thực hiện các chỉ thị của chính quyền. Một trong những tài liệu tham chiếu sớm nhất đến khái niệm này được đưa ra bởi Baron de Grimm, một tác giả người Đức sống ở Pháp. Năm 1765, ông đã viết:
Thực chất của các luật pháp ở Pháp là quan liêu mà ông Gournay đã từng phàn nàn rất nhiều; ở đây các văn phòng, thư ký, bí thư, thanh tra và intendants không được bổ nhiệm để phục vụ lợi ích công chúng, thật ra lợi ích công chúng dường như đã được thiết lập để các văn phòng có thể tồn tại.
Sự hoài nghi về "chế độ quan liêu" vẫn còn phổ biến, và cách hoạt động của các công chức thường được đối lập với doanh nghiệp tư nhân được thúc đẩy bởi lợi nhuận. Thực tế, các công ty tư nhân, đặc biệt là những công ty lớn, cũng có quan liêu. Đặt qua một bên sự nhận thức tiêu cực về "thủ tục hành chính phức tạp", các dịch vụ công như giáo dục, chăm sóc sức khỏe, cảnh sát hoặc giao thông công cộng được coi là một chức năng quan trọng của nhà nước, làm cho hành động quan liêu công trở thành trọng tâm của quyền lực chính phủ.
Viết vào đầu thế kỷ 20, Max Weber tin rằng một đặc điểm quyết định của một nhà nước phát triển đã trở thành sự hỗ trợ quan liêu của nó. Weber viết rằng các đặc điểm tiêu biểu của quan liêu hiện đại là các quan chức xác định sứ mệnh của nó, phạm vi công việc bị ràng buộc bởi quy tắc, và quản lý được cấu thành từ những chuyên gia nghề nghiệp điều hành từ trên xuống, giao tiếp qua văn bản và ràng buộc sự tự do hành động của các công chức với quy tắc.

### Nghề luật sư
Một hệ quả của quyền pháp luật là sự tồn tại của một nghề luật sư đủ độc lập để kêu gọi sự ủy quyền của tòa án độc lập; quyền được sự hỗ trợ từ một luật sư nổi tiếng trong một vụ kiện tại tòa án bắt nguồn từ hệ quả này - ở Anh, chức năng của luật sư hoặc người đại diện pháp lý được phân biệt với người tư vấn pháp lý. Như Tòa án Nhân quyền Châu Âu đã nêu, pháp luật nên được tiếp cận đầy đủ cho tất cả mọi người và mọi người nên có thể dự đoán được pháp luật ảnh hưởng họ như thế nào.
Để duy trì tính chuyên nghiệp, việc hành nghề luật sư thường được giám sát bởi một cơ quan quy định của chính phủ hoặc độc lập như một hiệp hội luật sư, hội đồng luật sư hoặc xã hội luật. Luật sư hiện đại đạt được địa vị chuyên nghiệp riêng biệt thông qua các thủ tục pháp lý được chỉ định (ví dụ: vượt qua kỳ thi đủ điều kiện), bắt buộc theo luật pháp phải có bằng cấp đặc biệt (như học vấn pháp lý như Bachelor of Laws, Bachelor of Civil Law, hoặc bằng Juris Doctor. Có thể tiếp tục học cao hơn như Master of Laws, Master of Legal Studies, Bar Professional Training Course hoặc Doctor of Laws), và được thành lập trong văn phòng thông qua các hình thức chỉ định pháp lý (được nhận vào nghề luật sư). Có một số danh hiệu tôn trọng để chỉ ra những luật sư nổi bật, như Esquire, để chỉ ra những luật sư có địa vị cao hơn, và Doctor of law, để chỉ một người đã nhận được bằng Tiến sĩ triết học trong lĩnh vực Luật và thủ tục pháp luật.
Nhiều quốc gia Hồi giáo đã phát triển các quy định tương tự về giáo dục pháp luật và nghề luật, nhưng một số vẫn cho phép luật sư có đào tạo trong pháp luật Hồi giáo truyền thống được thực hành luật trước tòa án về vấn đề cá nhân. Ở Trung Quốc và các quốc gia đang phát triển khác, không đủ người được đào tạo chuyên nghiệp để làm việc trong các hệ thống tư pháp hiện có, và do đó, các tiêu chuẩn hình thức thường được nới lỏng hơn.
Một khi đã được công nhận, một luật sư thường sẽ làm việc trong một công ty luật, trong một chamber như một chuyên gia độc lập, trong một vị trí chính phủ hoặc trong một công ty tư nhân với vai trò cố vấn nội bộ. Ngoài ra, một luật sư cũng có thể trở thành một nhà nghiên cứu pháp lý cung cấp nghiên cứu pháp lý theo yêu cầu thông qua một thư viện, một dịch vụ thương mại hoặc công việc tự do. Nhiều người được đào tạo về pháp luật sẽ áp dụng kỹ năng của họ ngoài lĩnh vực pháp luật hoàn toàn.
Một yếu tố quan trọng trong việc thực hành pháp luật trong truyền thống pháp lý chung là nghiên cứu pháp lý để xác định trạng thái hiện tại của pháp luật. Thường bao gồm khám phá báo cáo pháp lý, tạp chí pháp lý và luật pháp. Thực hành luật cũng bao gồm việc soạn thảo các tài liệu như đơn kiến nghị tòa án, bản tóm tắt thuyết phục, hợp đồng hoặc di chúc và quỹ tín thác. Kỹ năng đàm phán và giải quyết tranh chấp (bao gồm kỹ thuật giải quyết tranh chấp thay thế) cũng quan trọng đối với thực hành pháp luật, tuỳ thuộc vào lĩnh vực cụ thể.

### Xã hội dân sự

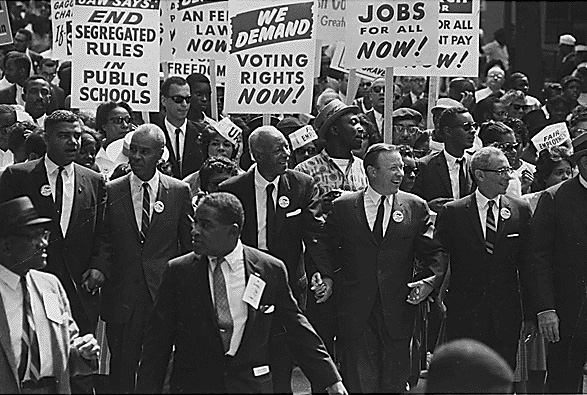
Cuộc diễu hành tại Washington, D.C., trong phong trào dân quyền năm 1963

Khái niệm chủ nghĩa cộng hòa cổ điển về "xã hội dân sự" đã xuất hiện từ thời Hobbes và Locke. Locke xem xã hội dân sự là những người có "một luật pháp và một tòa án chung để thỉnh cầu, có quyền hành quyết định các tranh chấp giữa họ." Nhà triết học người Đức Georg Wilhelm Friedrich Hegel phân biệt "nhà nước" và "xã hội dân sự" (bürgerliche Gesellschaft) trong tác phẩm Elements of the Philosophy of Right.
Hegel tin rằng xã hội dân sự và Nhà nước là hai đối tượng hoàn toàn đối lập, trong khuôn khổ của lý thuyết phân biệt của ông về lịch sử. Cặp đôi hiện đại Nhà nước-xã hội dân sự này đã được tái hiện trong các lý thuyết của Alexis de Tocqueville và Karl Marx. Trong lý thuyết hậu hiện đại, xã hội dân sự trở thành một nguồn gốc của luật pháp, bằng việc là nền tảng từ đó mọi người hình thành ý kiến và thuyết phục cho ý kiến mà họ cho rằng luật pháp nên là. Như luật sư Australia và tác giả Geoffrey Robertson QC đã viết về luật pháp quốc tế, "một trong những nguồn chính hiện đại của nó được tìm thấy trong các phản ứng của người đàn ông và phụ nữ bình thường, và các tổ chức phi chính phủ mà nhiều người hỗ trợ, đối với những lạm dụng quyền con người mà họ thấy trên màn hình truyền hình trong phòng khách của họ."
Tự do ngôn luận, tự do tụ tập và nhiều quyền cá nhân khác cho phép con người tập họp, thảo luận, phê phán và kiểm soát chính phủ của họ, từ đó tạo nên cơ sở cho một dân chủ thảo luận. Càng có nhiều người tham gia, quan tâm và có khả năng thay đổi cách thức thực thi quyền lực chính trị đối với cuộc sống của họ, thì luật pháp trở nên chấp nhận và chính đáng đối với nhân dân. Các cơ sở xã hội dân sự phổ biến nhất bao gồm thị trường kinh tế, các doanh nghiệp hướng lợi, gia đình, liên hiệp thương mại, bệnh viện, trường đại học, trường học, tổ chức từ thiện, các câu lạc bộ thảo luận, tổ chức phi chính phủ, cộng đồng khu vực, nhà thờ và các hiệp hội tôn giáo. Tuy không có định nghĩa pháp lý rõ ràng về xã hội dân sự và các cơ sở thuộc về nó, nhưng hầu hết các cơ quan và tổ chức cố gắng liệt kê các cơ sở này (như Ủy ban Kinh tế và Xã hội Châu Âu) thường không bao gồm các đảng chính trị.